# Molophilus (Molophilus) wilsoni
Molophilus (Molophilus) wilsoni is een tweevleugelige uit de familie steltmuggen (Limoniidae). De soort komt voor in het Australaziatisch gebied.